# Prunus rivularis
Prunus rivularis är en rosväxtart som beskrevs av Scheele. Prunus rivularis ingår i släktet prunusar, och familjen rosväxter. Utöver nominatformen finns också underarten P. r. pubescens.

## Bildgalleri

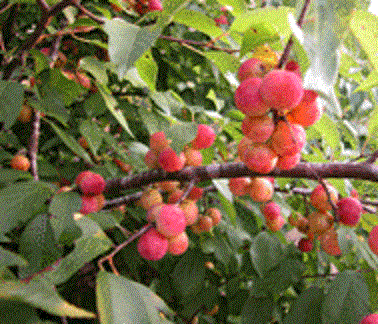
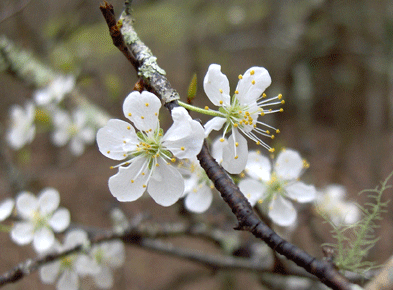
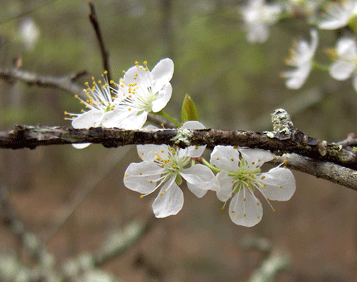
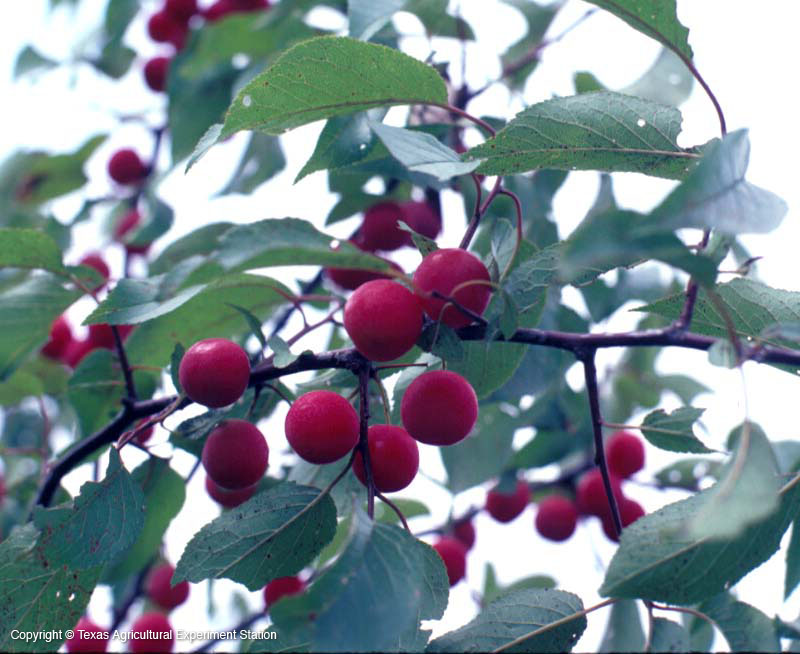